# كوريا تاون (منهاتن)
كوريا تاون، منهاتن (بالإنجليزية:Koreatown, Manhattan) (بالكورية:맨해튼 코리아타운) ، هي بلدة صغيرة يسكن فيها المواطنين الأمريكيين من أصل كوري والكوريون الوافدون في منهاتن بمدينة نيويورك الأمريكية، وتتميز هذه البلدة بكثرة اللوحات الإعلانية باللغة الكورية.

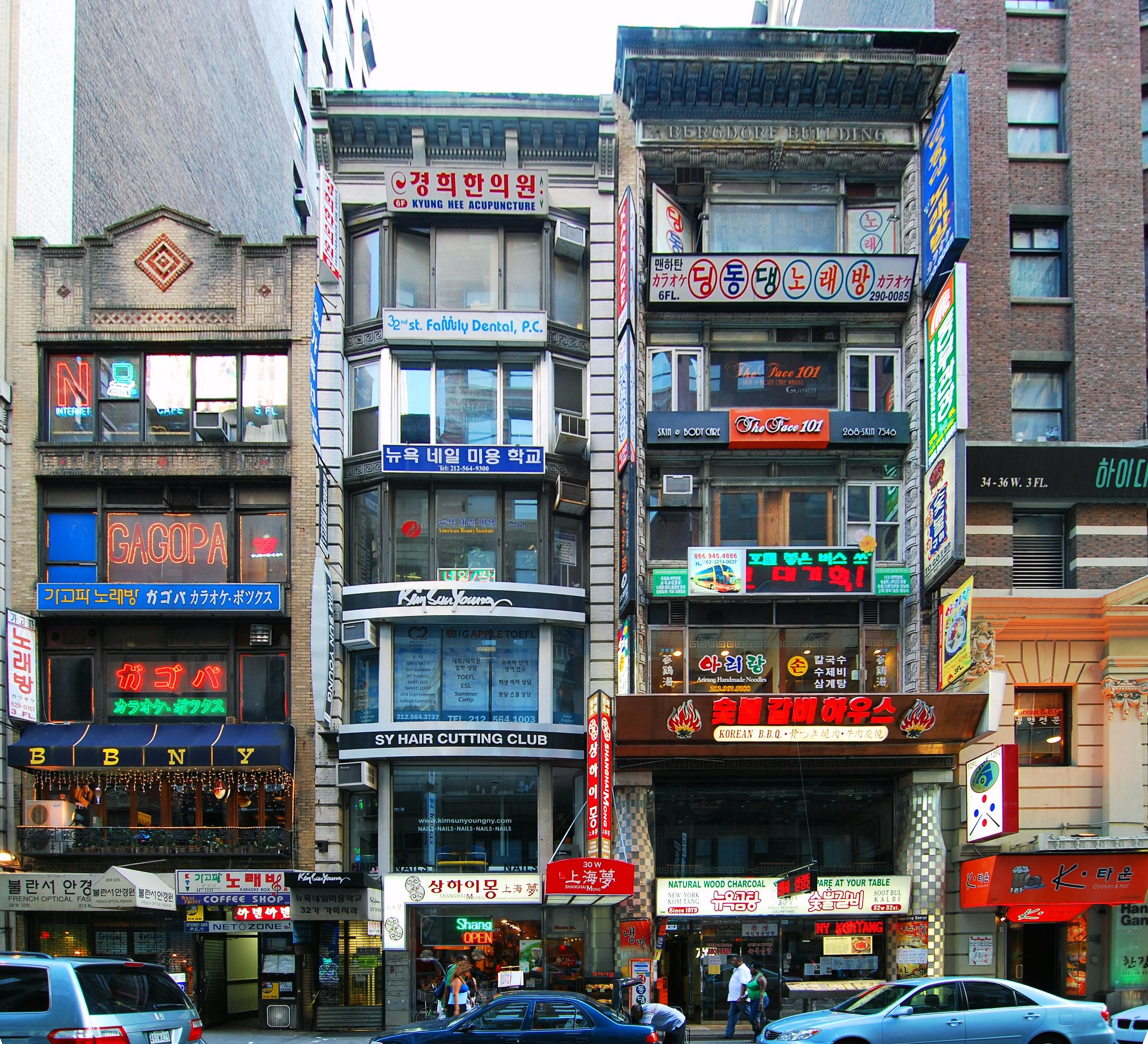
كوريا تاون في مانهاتن عام 2009م.

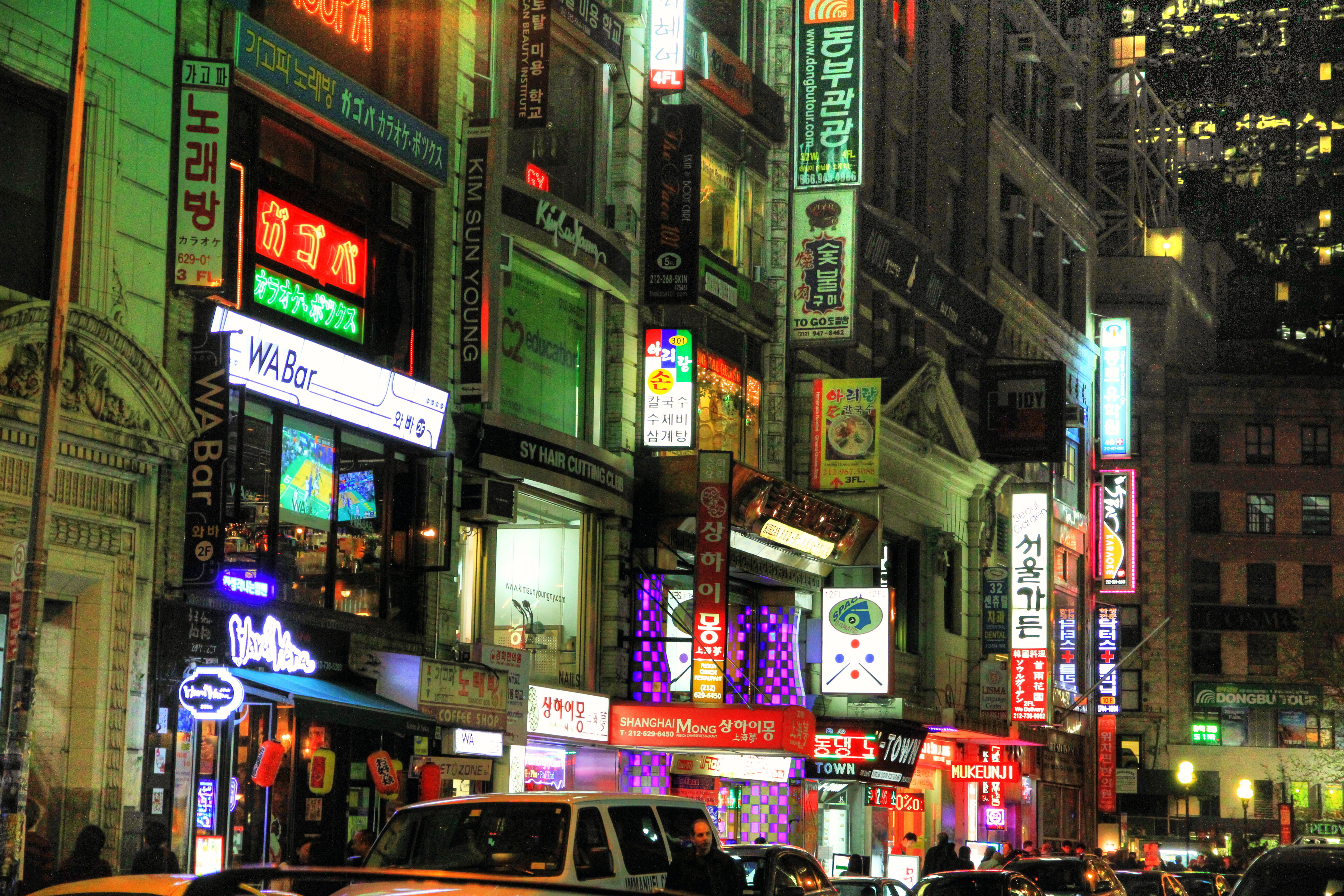
كوريا تاون ليلا.

## وصلات خارجية
- List of Korean-American Churches in New York Area نسخة محفوظة 24 فبراير 2012 على موقع واي باك مشين.